# Кумкум
Кумкум (бенг. কুমকুম, IAST: kumkum, санскр. कुङ्कुम, IAST: kuṅkuma) или кумкума — порошок, используемый в индуизме для социальных и религиозных меток.
Производится как из турмерика, так и из шафрана. Шафран для кумкума делается из цветка Crocus sativus, из семейства ирисовых. Турмерик, например, высушивается и растирается в порошок, иногда с добавлением гашёной извести, которая сделает растёртое ярко-жёлтое вещество красным.
Кумкум считается благоприятным символом. Если девушка или замужняя женщина посещают чей-то дом, то знаком уважения для женщины и благословения для девушки является преподношение им кумкума, когда они уже уходят. В то же время это не касается вдов. Во время посещения индуистского храма замужняя женщина из Южной Индии окунает свой безымянный палец в такой жёлтый порошок и наносит «точку» на свою шею. Мужчины, женщины, мальчики и девочки наносят такие точки на свой лоб красным порошком, также во время посещения храма либо во время пуджи. В храмах кумкум можно найти разложенным сразу по кучкам, к которым подходят люди и, окуная пальцы, наносят этот порошок на своё тело.
Кумкум также широко используется в культах индуистских богинь, особенно Шакти и Лакшми. Также кумкум, который смешивается с некоторыми другими ингредиентами, бросается в воздух во время Холи, индуистского весеннего праздника.